# Guy Joseph de Maugiron
Guy Joseph de Maugiron dit l'Abbé de Maugiron (Baptisé le 27 mai 1689 - mort le 7 septembre 1750) est un ecclésiastique français, abbé commendataire et agent général du clergé de France. 

## Biographie
Guy Joseph est le 6e des enfants de François V de Maugiron (vers 1642 - 7 mars 1719) comte de Montléans Mestre de camp des armées du roi et bailli du Viennois et de son épouse Angélique Catherine de Sassenage (vers 1634-1668)
Seigneur de Chateaubourg, domaine qu'il cède en 1720, il est ordonné prêtre du diocèse de Vienne, titré bachelier en théologie de l'Université de Paris. Dès le 8 novembre 1708 à environ 20 ans, il est reçu au chapitre de chanoines de la Primatiale Saint-Jean de Lyon avec le titre honorifique de « Comte de Lyon », prieur de Saint-Jean de Beauvoir-de-Marc diocèse de Vienne. Vicaire général de l'archevêché de Vienne, il est désigné par la province ecclésiastique comme agent général du clergé de France lors de l'assemblée de 1725. Secrétaire lors de l'assemblée générale extraordinaire tenue à Paris en 1726, il est nommé par le roi abbé commendataire de l'Abbaye Notre-Dame d'Ambronay en Bugey, le 24 juin 1730. Cette promotion est confirmée par le pape Clément XII le 25 septembre 1736 et enregistrée par la chancellerie pontificale le 20 mars 1737.
L'abbé de Maugiron meurt le 7 septembre 1750.

### Sources
- Marc Gauer Histoire et généalogie de la famille de Maugiron et de ses alliances p. 43
- J. Alexandre Schmit, Paul Marchal Catalogue de l'histoire de France: Histoire religieuse. Bibliothèque nationale (France). Département des imprimés p. 431